# Ózd
Ózd is een stad en gemeente in het Hongaarse comitaat Borsod-Abaúj-Zemplén. Ózd telt 31.234 inwoners (2021).
De huidige stad Ózd ontstond in 1940 uit de samenvoeging van de gemeenten Ózd, Bolyok en Sajóvárkony en verkreeg in 1949 stadsrechten. In 1978 werden de plaatsen Hodoscsépány, Susa, Szentsimon en Uraj aan de gemeente toegevoegd.
Ózd ontwikkelde zich na 1945 tot een van de bolwerken van de Hongaarse staalindustrie. De productie in de Ózdi Kohászati Üzemek (ÓKÜ), waarvan de geschiedenis tot 1845 terugging en die een groot deel van de bevolking werk bood, werd in 1992 stilgelegd.

## Zustersteden
- Chorzów (Polen)
- Rimavská Sobota (Slowakije)

## Geboren
- Eva Šuranová (1946-2016), atlete
- Balázs Tóth (1981), voetballer